# Santolea

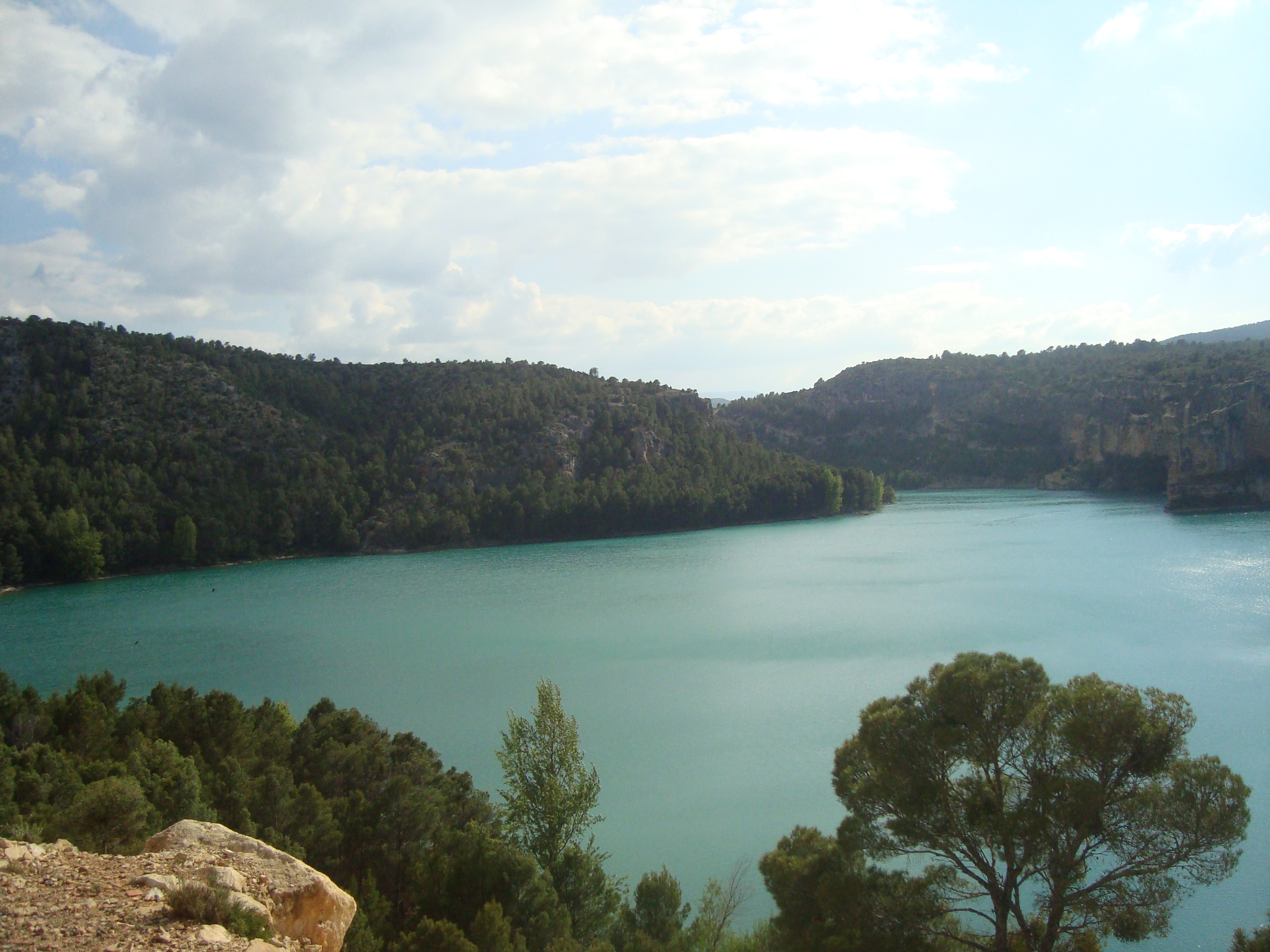
Embalse de Santolea (Teruel, Aragón)

Santolea es una localidad española despoblada perteneciente al municipio de Castellote, en el Maestrazgo, provincia de Teruel, Aragón. Fue despoblado y demolido como consecuencia de la construcción y recrecimiento de la presa y embalse que lleva su nombre (Embalse de Santolea) entre los años 1970 y 1972. Este hecho provocó la inundación de su fértil vega a orillas de río Guadalope y que se fueran sus habitantes, que en 1966 eran 157 personas, muchos de ellos a los nuevos pueblos y zonas de regadíos de Valmuel y Puig Moreno en Alcañiz (Teruel). Su población había alcanzado en 1877 los 847 habitantes, dedicados a la agricultura y ganadería básicamente. Tenía ayuntamiento y su iglesia parroquial era del siglo XVII.
En la actualidad, sus hijos dispersos, se resisten a que el recuerdo del pueblo muera y han constituido una asociación cultural. Entre sus promotores están: José Aguilar Martí y Miguel Perdiguer Aguilar. Este último, eminente médico y fotógrafo premiado en varios certámenes. Fue premio al Mérito profesional 2007 de la Real Academia de Medicina de Zaragoza, premio nacional de fotografía del Banco de Santander y de la Asociación Española de Farmacia de Letras y Artes 2010. Han sido publicadas gran número de sus fotografías, en especial en el libro: "La mirada detenida" del Grupo de Estudios Masinos de Mas de las Matas (Teruel) en 2004 y en el libro recientemente publicado (julio de 2021): "Santolea 'Existió!"  también del Grupo de Estudios Masinos. 

## Geografía humana

### Demografía
| Gráfica de evolución demográfica de Santolea entre 1842 y 1960 |
| |
| Población de derecho según los censos de población del INE Población de hecho según los censos de población del INEEn este censo se denominaba Santoles: 1930 Entre el censo de 1970 y el anterior, este municipio desaparece porque se integra en el municipio 44071 (Castellote) |